# Gallery of Fashion
Gallery of Fashion var en brittisk modetidskrift som gavs ut mellan 1794 och 1803.  Det var den första modetidningen i Storbritannien. 
Tidningen utgavs i London av Nicholas Heideloff. Dess förebild var Europas första modetidning, den franska Cabinet des Modes, som hade exporterats runt i Europa men upphört under franska revolutionen 1793. 

## Bilder

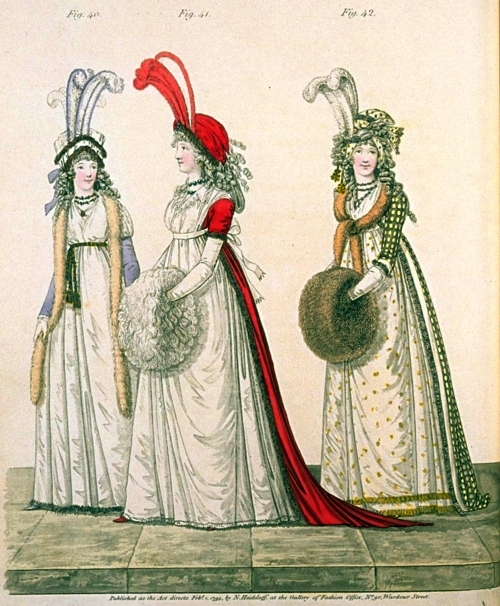
1794
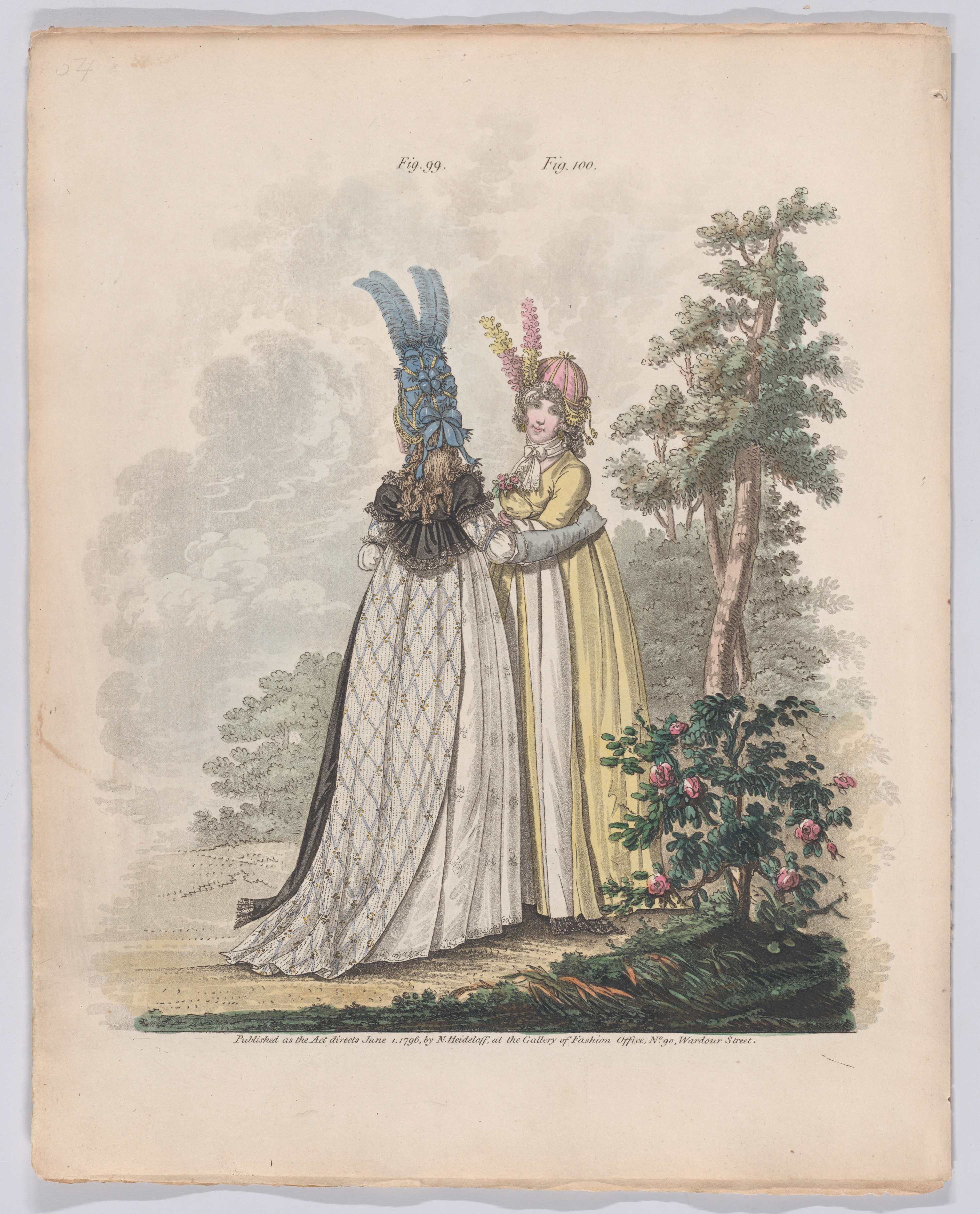
Gallery of Fashion, vol. III- April 1, 1796 - March 1, 1797.
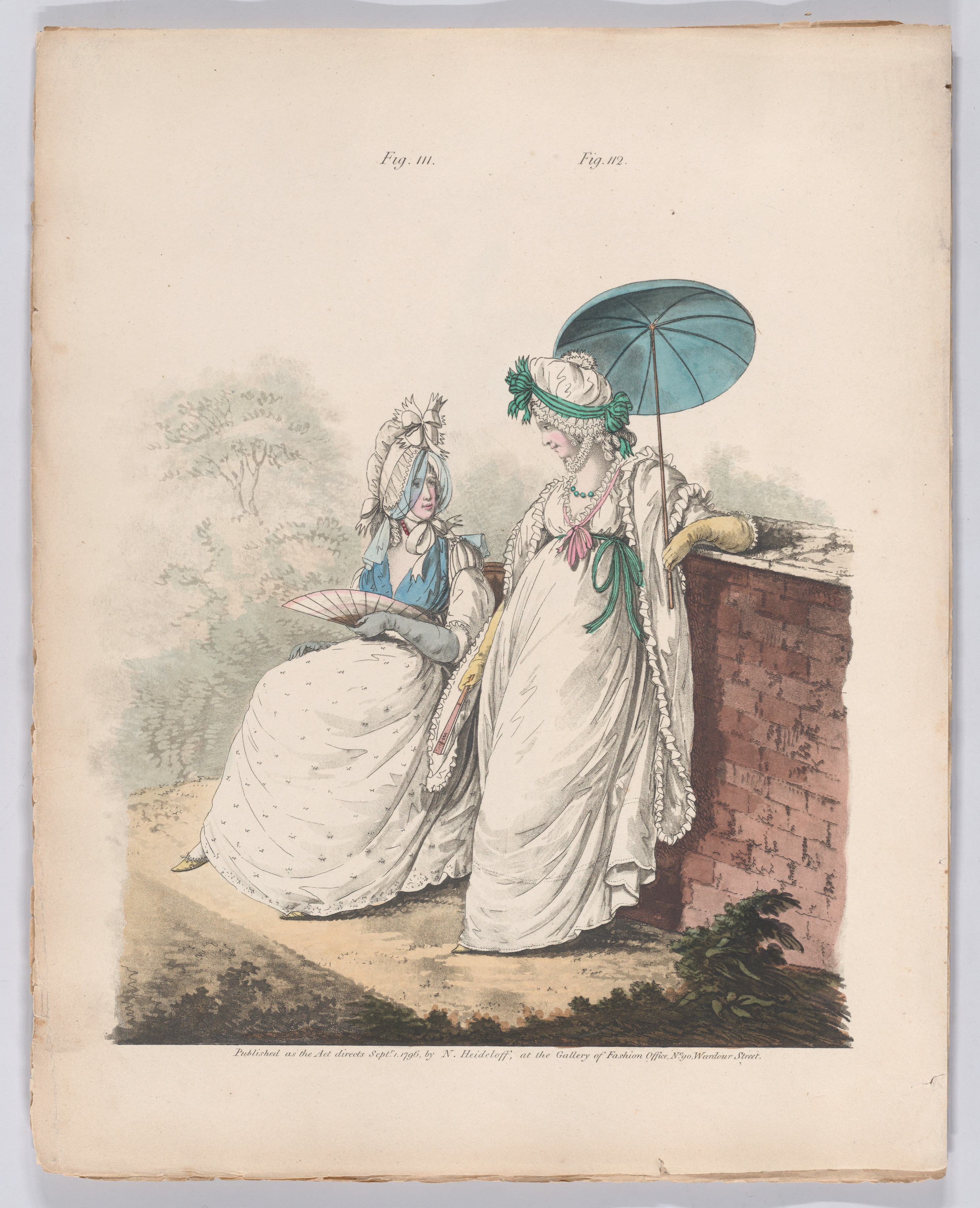
Gallery of Fashion, vol. III- April 1, 1796 - March 1, 1797.
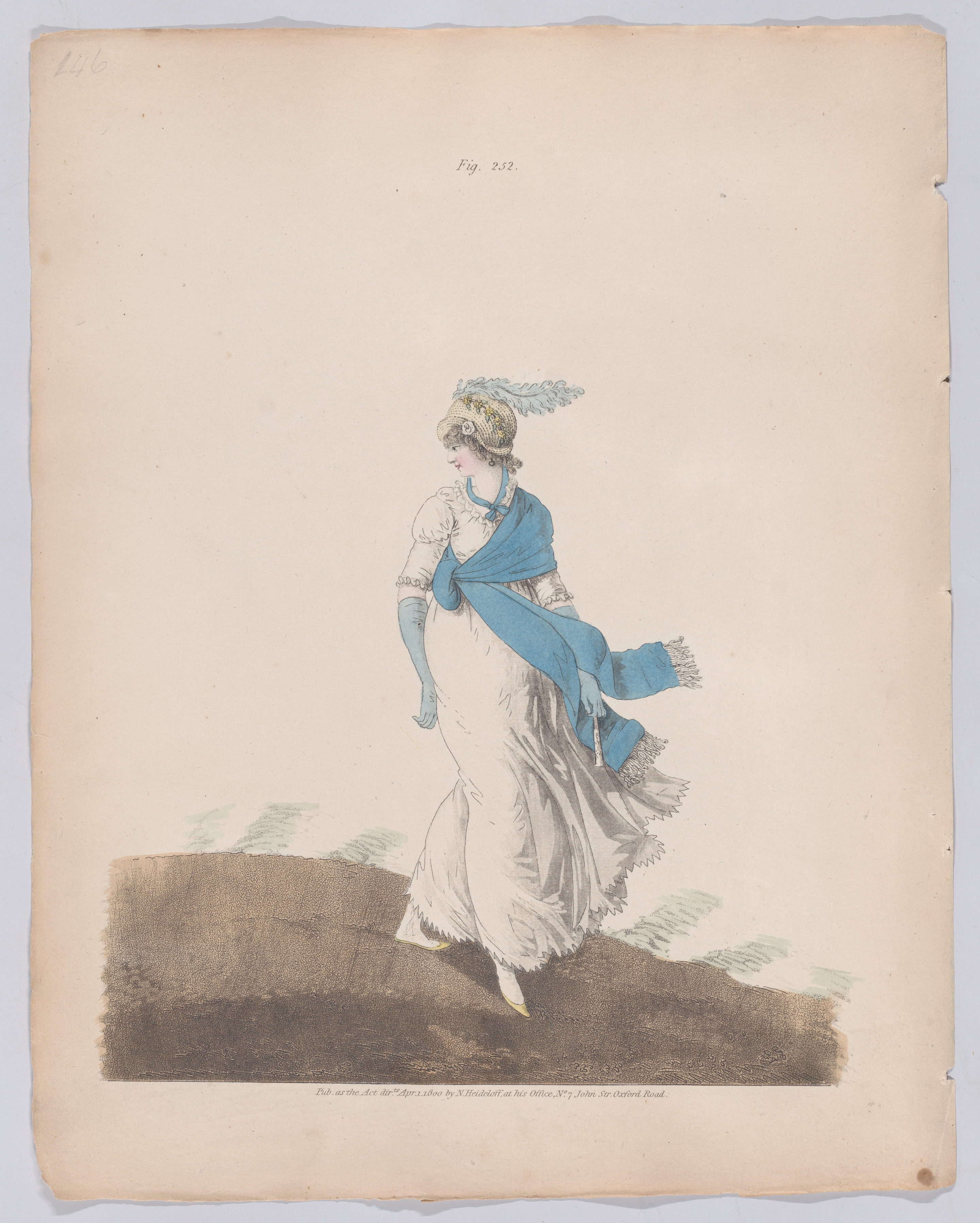
Gallery of Fashion, vol. VII- April 1, 1800 - March 1, 1801.